# Партия демократического прогресса
Партия демократического прогресса (серб. Партија демократског прогреса / Partija demokratskog progresa) — сербская политическая партия в Боснии и Герцеговине, основанная 26 сентября 1999 года. Это третья по величине партия в Республике Сербской.

## История
Партия была создана в Баня-Луке 26 сентября 1999 года. Во время учредительного собрания председателем партии был избран Младен Иванич, а вице-президентами — Бранко Докич и Зоран Джерич. 28 ноября 2015 года Иванич покинул пост президента спустя 16 лет, после чего Бранислав Боренович стал новым президентом партии.

## Международное сотрудничество
Партия является членом-наблюдателем Европейской народной партии и Международного союза демократов.
Партия поддерживает прочные связи с Консервативной партией Великобритании, Умеренной партией Швеции, Христианско-демократическим союзом Германии, СДХС (Словакия), Австрийской народной партией, Новая демократия (Греция) и Демократической партией Сербии и Г17+ из Сербии.
Партия также имеет хорошие отношения с Фондом имени Конрада Аденауэра, Институтом Роберта Шумана и демократическим молодежным сообществом Европы.

## Занимаемые должности
| Президиум Боснии и Герцеговины                     | Годы      |
| -------------------------------------------------- | --------- |
| Младен Иванич                                      | 2014–2018 |
| Председатель Совета Министров Боснии и Герцеговины | Годы      |
| Драган Микеревич                                   | 2002      |
| Премьер-министр Республики Сербской                | Годы      |
| Младен Иванич                                      | 2001–2003 |
| Драган Микеревич                                   | 2003–2005 |